# Mastaba de Seshemnefer IV

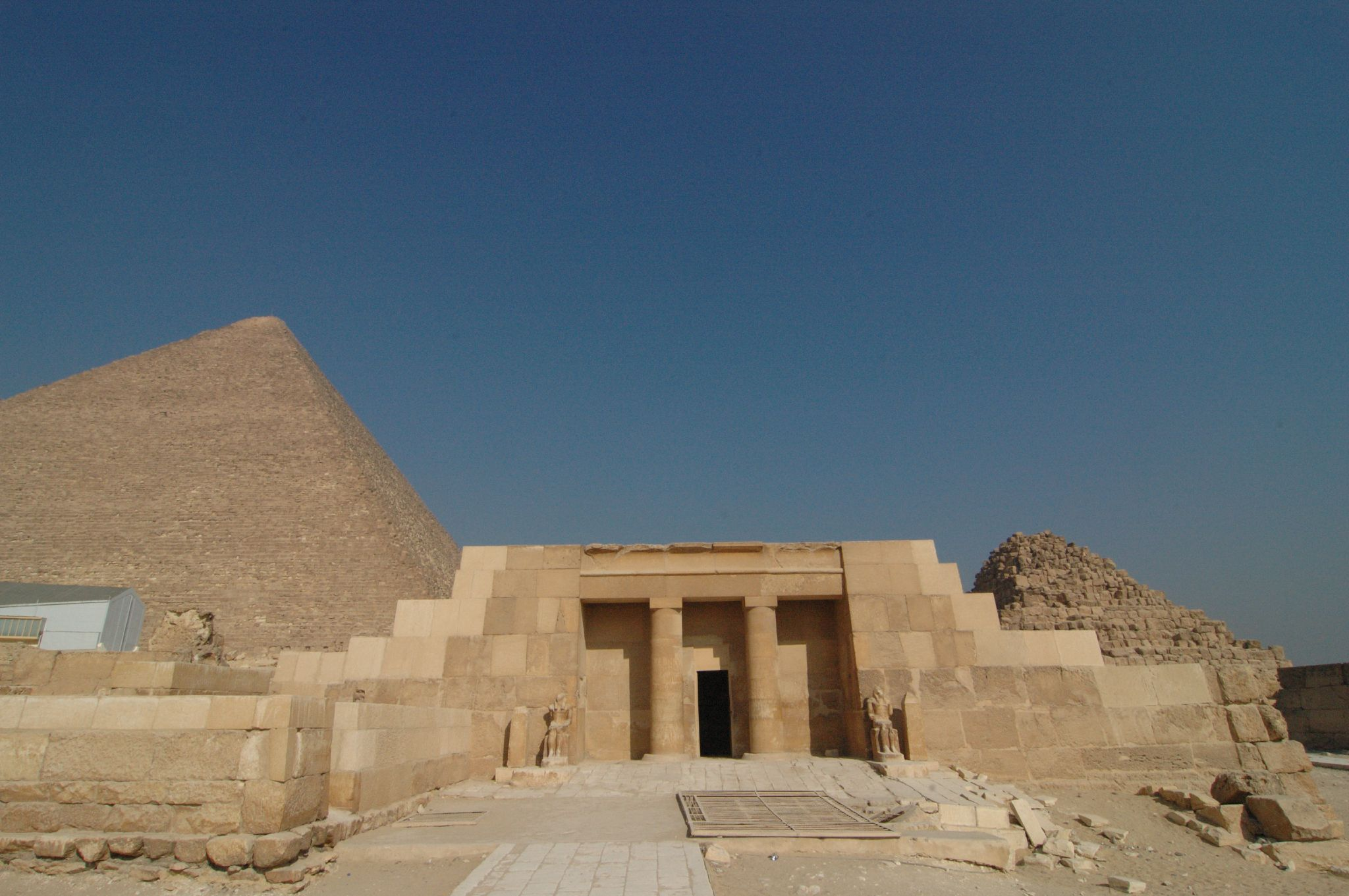
Mastaba de Seshemnefer IV à Gizeh

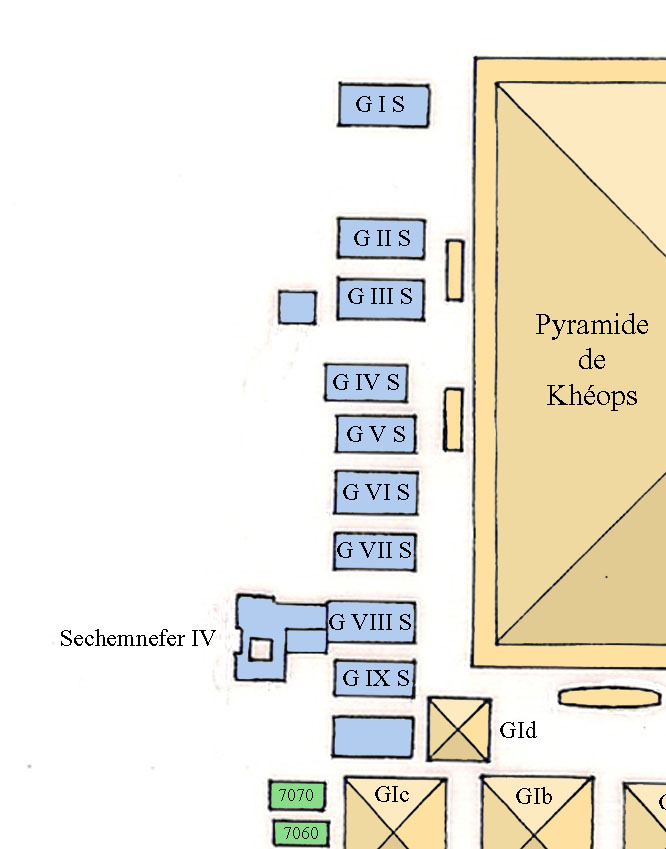
Emplacement du mastaba de Seshemnefer à Gizeh

Le mastaba de Seshemnefer IV est un mastaba dans le cimetière sud du complexe funéraire de Khéops de la nécropole de Gizeh en Égypte. Il date du début de la VIe dynastie (vers 2340 avant notre ère) et a été construit pour Seshemnefer IV (LG 53). Cinq reliefs du mastaba de Seshemnefer IV sont exposés dans la collection égyptienne du musée Roemer et Pelizaeus. 

## Découverte
Déjà entre 1842 et 1845, la première fouille du tombeau a été effectuée par des membres de l'expédition prussienne sous la direction de Karl Richard Lepsius. À cette époque, les reliefs étaient dans un bien meilleur état de conservation. Tandis que Lepsius emportait avec lui des pièces de la décoration des murs nord et est au Musée égyptien de Berlin (Inv. # 1128 et 1129), les blocs du mur ouest restèrent en place jusqu'aux fouilles d'Hermann Junker. La tombe a été complètement découverte lors des fouilles de Junker, qui ont eu lieu en 1928/1929. Cinq fragments de relief ont été envoyés à la collection égyptienne du musée Roemer et Pelizaeus. 

## Propriétaire de la tombe
Seshemnefer IV (Sšm-nfr) était chef du harem royal, ce qui signifie qu'il était le directeur de la zone du palais où vivaient les femmes et les enfants de la famille royale. De plus, une liste de ses grades et titres honorifiques subsiste, ce qui indique qu'il était un homme important à la cour, à qui son roi faisait confiance. Les reliefs survivants du mastaba donnent un aperçu de la vie quotidienne de son temps, y compris l'agriculture, l'élevage de bétail, la chasse aux oiseaux, le stockage des céréales, mais aussi des vêtements, offrant des rituels et, dans une certaine mesure, un langage familier. 

## Reliefs à Hildesheim

### Chèvres jouant (Inv. N ° 3192)
Le fragment de relief endommagé ne peut plus être affecté à un mur spécifique du mastaba. Dans le registre supérieur, il montre un bouc et un chevreau ; dans le registre inférieur, un bouc sautant par-dessus un autre bouc. Derrière, il y a un autre enfant qui saute. 

### Scène de chasse aux oiseaux (Inv. N ° 3193)
Ce fragment ne peut pas non plus être clairement attribué à un mur spécifique du mastaba. Il montre le filet et le partage des oiseaux capturés entre deux personnes. Deux hommes sont représentés dans une scène de chasse aux oiseaux. Celui de gauche est identifié comme le « leader de la chasse aux oiseaux ». L'inscription devant le deuxième homme, qui n'est qu'à l'état de fragments, dit « faire resserrer le filet ». L'homme indique que le filet suspendu à sa droite doit être serré pour capturer les oiseaux qui y sont présents. Les deux oiseaux à droite sont pris dans le filet. Dans la partie supérieure de l'image, trois hommes vident un filet. L'homme de droite sort les oiseaux et les tend à l'homme qui se tient devant lui, qui les donne à un troisième homme qui se tient sur une cage - seules ses mains sont maintenant préservées. Dans la cage se trouvent plusieurs autres oiseaux qui ont déjà été capturés. 

### Grande scène de récolte (Inv. N ° 3191)

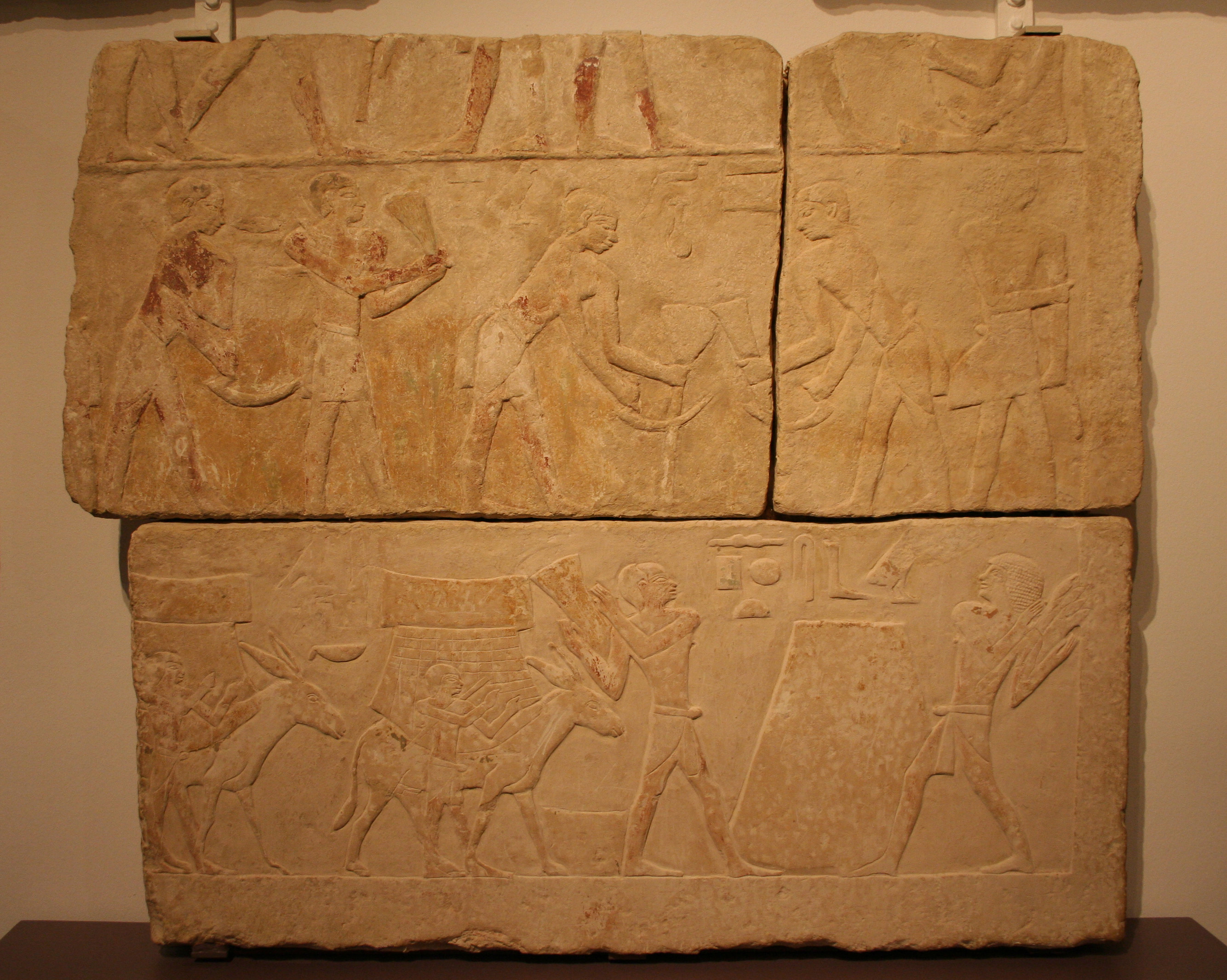
Les trois fragments préservés de la scène des récoltes

Des scènes de divers types d'agriculture, comme ce relief brisé avec deux registres et demi préservés d'une scène de récolte, font régulièrement partie de la décoration des grandes tombes. Les trois fragments conservés ont été retirés de la partie droite du mur ouest. La partie gauche du mur est perdue, mais contenait une représentation du propriétaire de la tombe, dont les jambes et le kilt étaient encore préservés lors de la première fouille. Cela permet de contextualiser la scène dans son ensemble : Seshemnefer IV se tenait à gauche, face à droite ; devant lui, du lin et des céréales sont récoltés. La récolte des céréales avec des faucilles à main est préservée dans les fragments survivants, y compris un surveillant debout à droite. Ci-dessous, le transport des céréales au grenier est illustré. Le grain est conservé dans de grands sacs portés par des ânes. Enfin, à droite, deux ouvriers empilent le grain dans le grenier, comme l'explique une légende. Le conducteur d'âne tient les sacs en place avec ses mains. Dans le registre supérieur, les scènes agricoles ne sont pas conservées. Sur l'autre mur de la même pièce, d'autres travaux étaient représentés: le battage du grain avec l'aide des ânes et le vannage. Toutes ces images garantissaient au propriétaire de la tombe un approvisionnement en produits de subsistance après sa mort. Ils le protégeraient de la faim et de la soif de toute éternité. Le relief est en calcaire et mesure 84,5 cm de haut, 100,5 cm de large et 10,5 cm de profondeur. 

### Abattage d'un bœuf (Inv. N ° 3194)

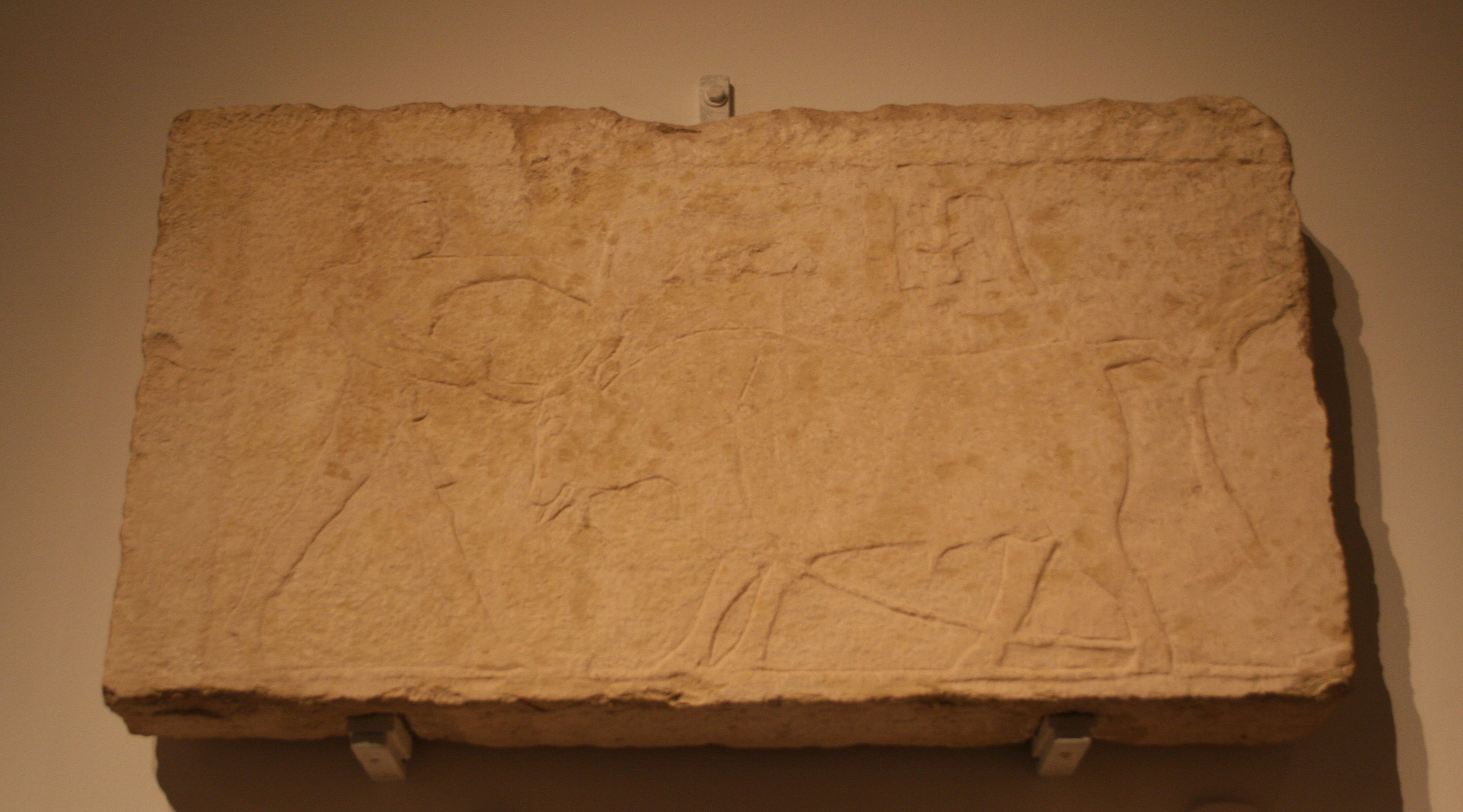
L'abattage du bœuf

Ce bloc en relief appartenait à la plus haute des trois bandes d'images du soffite de passage droit entre deux pièces. Il représente la reliure et l'abattage d'un bœuf. Un homme tient le bœuf par les cornes tandis qu'un deuxième tire les pattes avant de dessous avec une corde et donne un coup de pied à la patte arrière avec son pied pour faire tomber l'animal. L'inscription indique qu'il s'agit d'une jeune offrande au propriétaire de la tombe. 

### Offrande devant la statue de SeshemneferIV(Inv. N ° 3190)

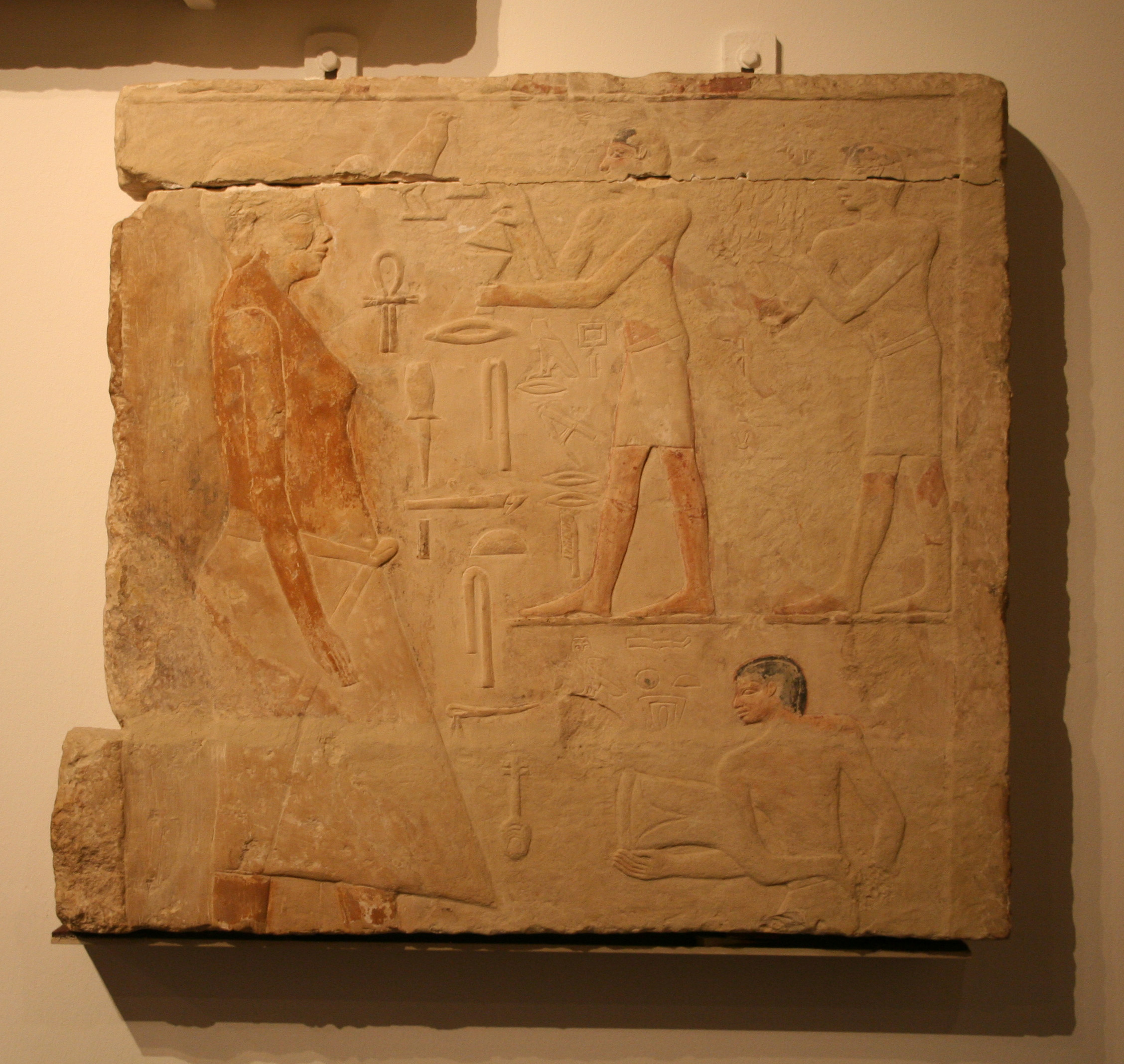
Offrande à la statue de Seshemnefer IV

Au premier plan de cette scène d'une offrande d'encens et de viande, se trouve la statue du propriétaire de la tombe, Seshemnefer IV, représentée comme un gros homme debout. Que ce soit une statue est indiqué par la représentation des épaules et des bras de profil - sinon, dans les représentations égyptiennes de personnes, les épaules étaient montrées de face et la tête de profil. Il est étiqueté comme une « statue de l'ami unique, Seshemnefer » (twt-r-ankh smr-watj sSm-nfr). La statue se tient face à trois serviteurs (prêtres funéraires) qui sont représentés à une échelle plus petite. Dans la partie supérieure du relief, l'intendant Mer-r-ri (jmj-rA pr mrrj) agit comme un prêtre funéraire, soulevant le couvercle du récipient à encens, de sorte que l'odeur de l'encens puisse atteindre le nord de la statue. Derrière lui se tient un deuxième serviteur. En raison de graves dommages à la surface du relief, le papyrus qu'il tient dans sa main pour réciter n'est plus visible. En dessous, un autre serviteur porte une cuisse de vache et faisait probablement partie d'une autre scène d'abattage. Tous les individus représentés portent un pagne court noué sous le nombril. Avec l'aide de sa statue, qui a été magiquement animée par des offrandes et des rituels, Seshemnefer IV se serait fait revivre. La statue a servi de corps de remplacement pour l'éternité. Le fragment de relief est en calcaire, mesure 70,3 cm de haut, 78,3 cm de large et 10 cm de profondeur. 